# Pietro Giannone (historiker)
 Der er flere personer med dette navn, se Pietro Giannone.
Pietro Giannone (7. maj 1676 – 17. marts 1748) var en italiensk historiker.
Giannone blev født i den neapolitanske landsby Ischitella. Hans universitetsstudium var jura; han nedsatte sig som sagfører i Napoli og tjente som sådan en ikke ringe formue. Sit otium anvendte han til historisk forskning, og efter 20 års arbejde så hans Storia civile del Regno di Napoli lyset i 1723.
Dette værk indbragte sin forfatter megen ære, men også megen forfølgelse, nemlig fra gejstlighedens side. Nogle personer af denne stand forargedes over dets frisindede ånd, fik folkestemningen vendt imod det og opnåede så god støtte ved det romerske hof, at Giannone måtte forlade Napoli efter at være blevet lyst i band af stadens ærkebiskop.
I Wien fandt han tilflugt; kejser Karl 6. tog ham under sin beskyttelse og gav ham en årpenge. Da den senere spanske konge Karl 3. var blevet konge i Napoli og indførte en mere liberal regeringsform, begav Giannone sig tilbage til sit fædreland; men på rejsen lagde hans klerikale modstandere ham talrige hindringer i vejen.
Han måtte holde sig skjult i Modena, blev udvist af Turin, og da han endelig havde fundet ro i Geneve, lokkede en piemontesisk hofmand ham forrædersk over på savojisk grund, hvor han arresteredes. Han sad i fængsel lige til sin død, der indtraf i citadellet i Turin. På det sidste afsvor han de calvinistiske anskuelser, han havde ytret, mens han levede i Schweiz, og tog sine angreb på Romerkirken tilbage; som ægte sydbo havde han overhovedet aldrig kastet iagttagelsen af de katolske skikke over bord.
Den neapolitanske regering udtalte i stærke udtryk sin højagtelse for "den største, nyttigste og uretfærdigt forfulgte mand, som dette rige har frembragt i vort århundrede", idet den tilstod hans søn en pension.
Hans store, ovenfor omtalte værk er væsentlig en forfatningshistorie, angående både Napoli verdslige og kirkelige forhold, trods sine unægtelige mangler en dygtig jurists tankeklare arbejde, afgjort tagende parti for den oplyste, liberale absolutisme mod præstevælden. Det udkom i 4 kvartbind i Napoli 1723, siden blandt andet sammesteds i 1770 med tilføjelse af hans Opere postume m. m. Hans øvrige skrifter er Lettera intorno al dominio del mare adriatico (1734), Il Triregno, ossia del regno del cielo, della terra e del papa (udgivet ved Pierantoni, 3 bind 1858).
De skarpe og vittige stridsskrifter, hvori Giannone forsvarede sit arbejde, samledes i 2 bind (1. bind, Lausanne 1760, 2. bind, London 1766). Hans selvbiografi Autobiografia di Pietro Giannone, i suoi tempi e la sua prigonia blev udgivet i 1890 af Pierantoni.